# Kristian II
För andra betydelser, se Kristian II (olika betydelser).
Kristian II, i Sverige omtalad som Kristian Tyrann, född 1 juli 1481 på Nyborgs slott i Danmark, död 25 januari 1559 på Kalundborgs slott i Danmark, var kung av Danmark (danska: Christian 2.) och Norge 1513–1523 samt kung av Sverige 1520–1521. Han var son till kung Hans, och sonson till Kristian I. Kristian gifte sig den 12 augusti 1515 med Elisabet av Österrike. De fick sex barn men inget av dem efterträdde honom som kung. Kristian avsattes som dansk kung år 1523 och avsade sig år 1546 alla anspråk på tronen.
I Sverige har han fått tillnamnet Tyrann på grund av brutaliteten mot sina motståndare i Stockholms blodbad.  

## Bakgrund
Fram till 1521 var Kristians regim starkt allierad, finansierad och beroende av påven Leo X och Maximilian I (tysk-romersk kejsare) (Kristian var också hans hertig av Holstein) i en plan att ta kontroll över Sverige politiskt och ekonomiskt.
I bakgrunden fanns en ekonomisk maktkamp om gruv- och metallindustrin i Bergslagen som tillförde större ekonomiska resurser till militär kapacitet, men också starka beroenden, till en konflikt som varat under lång tid om Kalmarunionen. En ekonomisk kamp, där man finansierade parterna och som stod mellan:
- Jacob Fugger (tidig extremt rik industrialist i gruv- och metallindustrin på kontinenten) lierad med de av Fugger ekonomiskt beroende påven Leo X (vars man var Gustaf Trolle) och Maximilian I (tysk-romersk kejsare) i förbund med Kristian II där hans giftermål 1515 med Elisabet av Österrike (1501–1526) bekräftade pakten.
- Hansan som i praktiken hade handelsmonopol i Sverige och Bergslagen, lierad  med Sten Sture den yngre och senare Gustav Vasa, som gjorde dem starkt beroende av Hansan.

Den planerade Kristian II:s erövring av Sverige, med Fuggers tänkta övertagande av kontrollen av Bergslagen, finansierades med en mycket stor hemgift, för Kristian den II:s maka, finansierad av Fugger.  Fugger drog sig senare ur projektet 1521 efter att ha förlorat i Gustav Vasas befrielsekrig i Slaget om Västerås (och därmed kontrollen över sjöfarten från Bergslagen). Således förlorade Fuggers tidigare allierade Kristian II resurserna för att vinna kriget mot Gustav Vasa, men förlorade också resurserna för att bibehålla sin position i Danmark (mot Fredrik I av Danmark 1523).
Den kraftiga ökningen av finansieringen och det finansiella beroendet gjorde att parterna ibland kunde hålla jämna steg med dyra anställda legosoldater, vilket förklarar maktens svängningar och snabbt förändrade situationer under förfarandet. Kostnaderna var betydande och efter Kristian III av Danmarks seger med Gustav Vasas Sverige som allierad 1536 i Grevefejden i Skåne och Danmark, var pengarna slut, Kristian II, den Romersk-katolska kyrkan och Hansans inflytande i de Nordiska länderna var över.
Följt av reformationen i Danmark-Norge och reformationen i Sverige, förstatligandet av den Romersk-katolska kyrkan med det lutherska prästerskapet som kungliga statstjänstemän, vilket finansierade de nya mycket mer oberoende Gustav Vasas och Kristian III av Danmarks regimer.

## Biografi

### Uppväxt
Kristian II föddes den 1 juli 1481 på Nyborgs slott  som son till kung Hans och Kristina av Sachsen. Kristian var lång till växten och intelligent. Han fick en god uppfostran, men var under sin uppväxt mycket obändig. En kort tid vistades han i den ansedde köpmannen Hans Bogbinders hem i Köpenhamn och trivdes tidigt i umgänget i borgerliga kretsar. Det var inte ovanligt att hans lärare, under studietid, kunde hitta honom sittande grensle högt upp på takkanten, klättrande uppför takets branta sluttningar eller till och med på upptåg med stadens pojkar.
Redan 1487 valdes Kristian till tronföljare av det danska riksrådet, 1489 av det norska och 1497 av det svenska. År 1502 visade han vid ett anfall mot Sverige stor tapperhet och skicklighet som anförare (han intog Älvsborg och Örestens fästning). År 1506 sändes han som ståthållare till Norge, var en duglig men egenmäktig regent och dämpade 1508 genom hårdhet ett uppror som brutit ut där. I Bergen blev han 1507 eller 1509 bekant med holländskan Sigbrit Willomsdotter och hennes vackra dotter Dyveke Sigbritsdatter, som genast blev hans älskarinna, och sedermera följde honom till Danmark.

### Trontillträdet och första åren på tronen

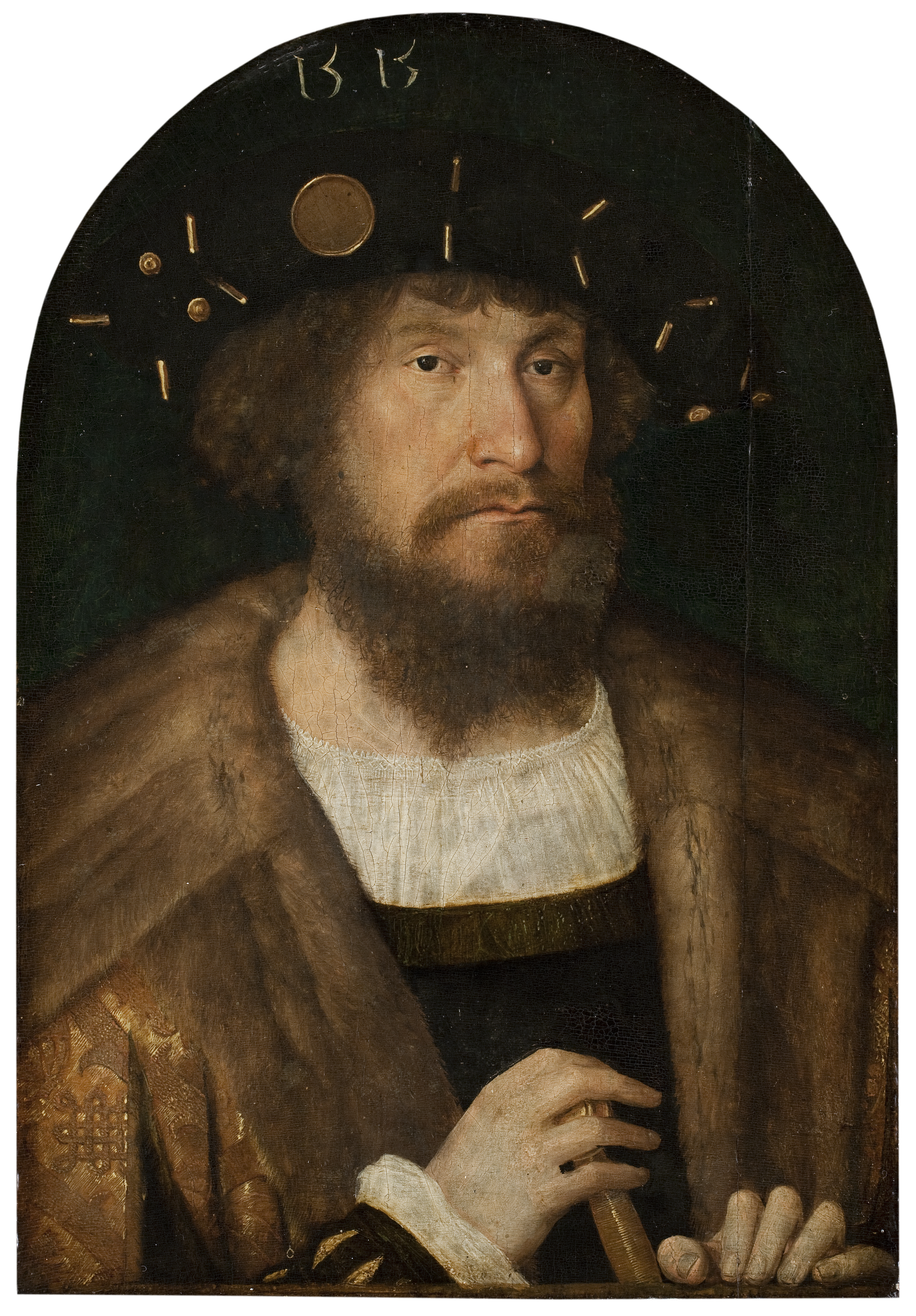
Kristian II av Michael Sittow, 1514-1515.

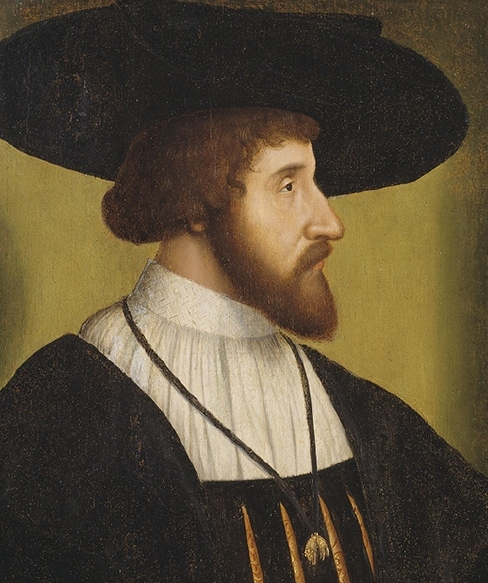
Kristian II av okänd konstnär 1475-1525.

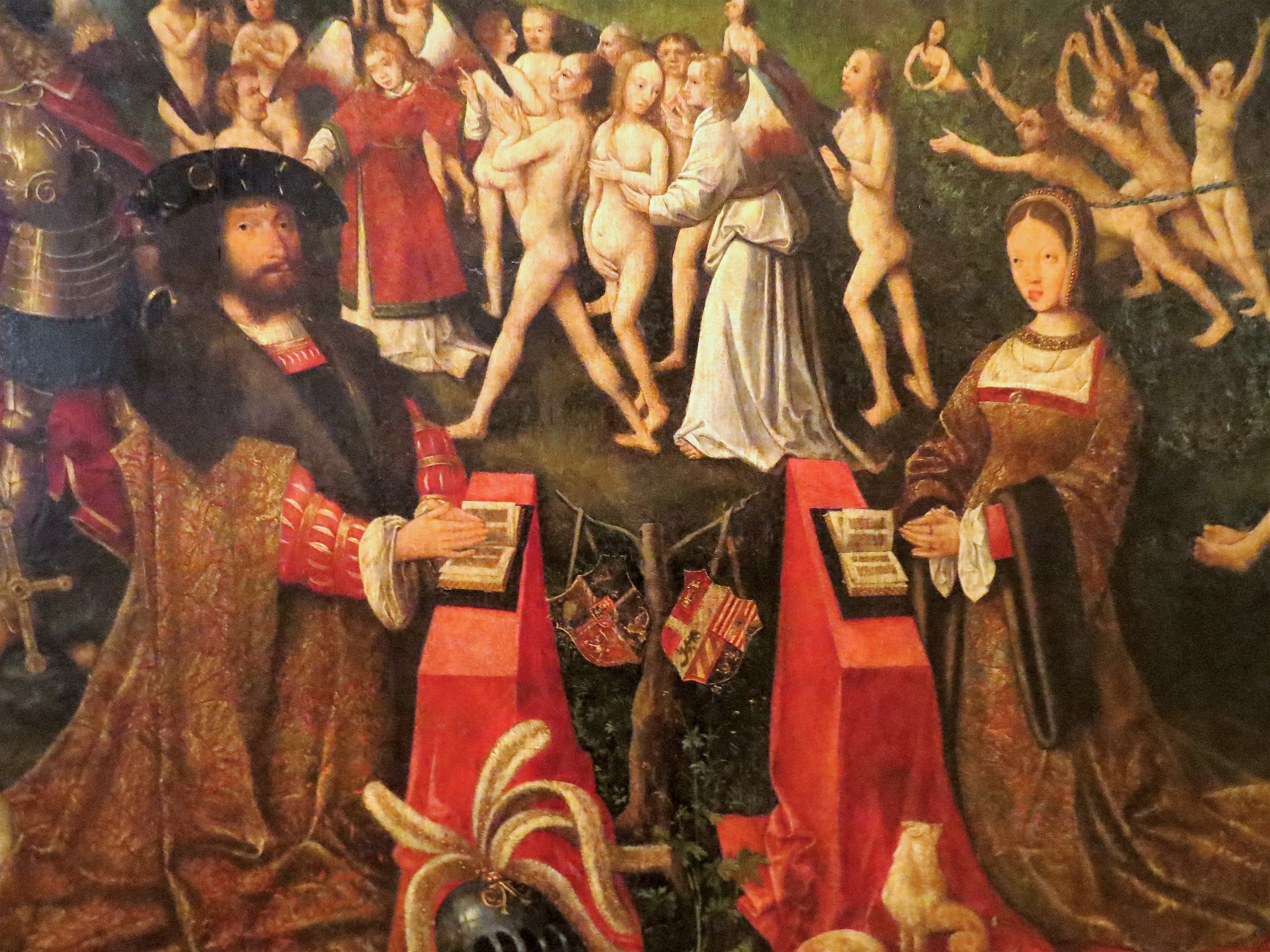
Kung Kristian och drottning Elisabet på en altartavla i Helsingör.

Vid faderns död 1513 gjorde några jylländska adelsmän invändningar mot att ta Kristian till kung och ville erbjuda kronan åt hans farbror Fredrik. Kristian blev ändå erkänd som kung, dock först sedan han den 22 juli samma år utfärdat en för Danmark och Norge gemensam handfästning som gav adeln och prästerskapet ökade rättigheter samt väsentligen inskränkte kungens myndighet. Han måste rent av medge folket rätt till uppror mot honom, om han kränkte handfästningen. Själv hyste han högtflygande planer på att utvidga sin makt och trygga dess ärftlighet. I oktober 1513 hyllades han som hertig i ena hälften av Schleswig-Holstein, kröntes den 11 juni 1514 i Köpenhamn och den 20 juli samma år i Oslo samt firade den 12 juli 1515 sitt bröllop med Elisabet av Österrike. Trots häftiga klagomål från Elisabets farfar kejsar Maximilian I och hennes övriga släkt avbröt Kristian emellertid inte sitt förhållande till Dyveke.
Då Dyveke plötsligt avled den 18 juni 1517 spreds ryktet att hon hade förgiftats. Kungen riktade sin vrede mot fogden på Köpenhamns slott, Torben Oxe, som hade eftersträvat Dyvekes gunst. Kristian lurade honom till att till hälften erkänna detta, och anklagade honom inför riksrådet för att ha kränkt kungens värdighet. Då riksrådet frikände honom lät Kristian i direkt strid med handfästningen i en gårdsrätt av 12 bönder, som lydde under slottet, förklara Torben skyldig och lät därefter avrätta honom den 29 november 1517, trots drottningens och stormännens förböner. Kristian blev nu ännu mer fientligt inställd mot adeln, som å sin sida upprördes av hans våldsamma och lagstridiga handlingar.
År 1521 kom en förordning om skeppsvrak, som förbjöd den utplundring av skeppsbrutna som då var vanlig. Senare kom en annan förordning, som fördömde "den onde og ukristelige skik at sælge bønder som andre ufornuftige kreaturer", det vill säga en och en utan medföljande jord. Vidare lindrades "vornedskabet", så att bonden fick rätt att lämna sitt födelsegods, om han led orätt där. Dessutom sökte Kristian sätta en gräns för prästerskapets och munkarnas världsliga och överdådiga levnadssätt samt utvidga kungamaktens inflytande vid utnämningar av biskopar. Han ville också förbättra undervisningen, och redan 1519 mottog han tack vare sin morbror Fredrik den vise av Sachsen lärare från Wittenberg för att utbreda reformationen. De nådde dock inga större framgångar och lämnade snart landet. Kristian var alltså i många stycken före sin tid, men hans reformer var föga förberedda och avstannade också när han föll från makten.

### Kristian tar makten i Sverige
År 1517 hade öppen strid utbrutit i Sverige mellan riksföreståndaren Sten Sture den yngre och ärkebiskop Gustav Trolle, och Kristian trodde nu att tiden var inne för honom att göra sina anspråk gällande. Men hans försök misslyckades både 1517 och 1518; senare gången blev han själv besegrad i slaget vid Brännkyrka. Förhandlingar inleddes då om ett möte mellan honom och Sten Sture den yngre, och Kristian mottog sex svenska adelsmän som gisslan, bland dem Hemming Gadh och Gustav Vasa. Men han bröt avtalet och bortförde de sex svenskarna i gisslan som fångar till Danmark. År 1519 utrustade han en stor här. Då påven bannlyst Sten Sture den yngre och gett Kristian i uppdrag att utföra straffdomen lät han i januari 1520 hären rycka in i Sverige. Danskarna segrade i slaget på Åsundens is, vid Bogesund, där Sten Sture den yngre blev dödligt sårad, och sedermera i slaget i Tiveden. Vid Sten Sture den yngres död den 3 februari var Kristian i själva verket herre över Sverige. I mars gick många svenska adelsmän med på att erkänna Kristian som kung. Detta mot ett löfte om att glömma det som skett. Stockholm försvarades ännu med tapperhet av Sten Stures änka, Kristina Nilsdotter (Gyllenstierna), men hon gav upp försvaret den 5 september mot ett liknande löfte.

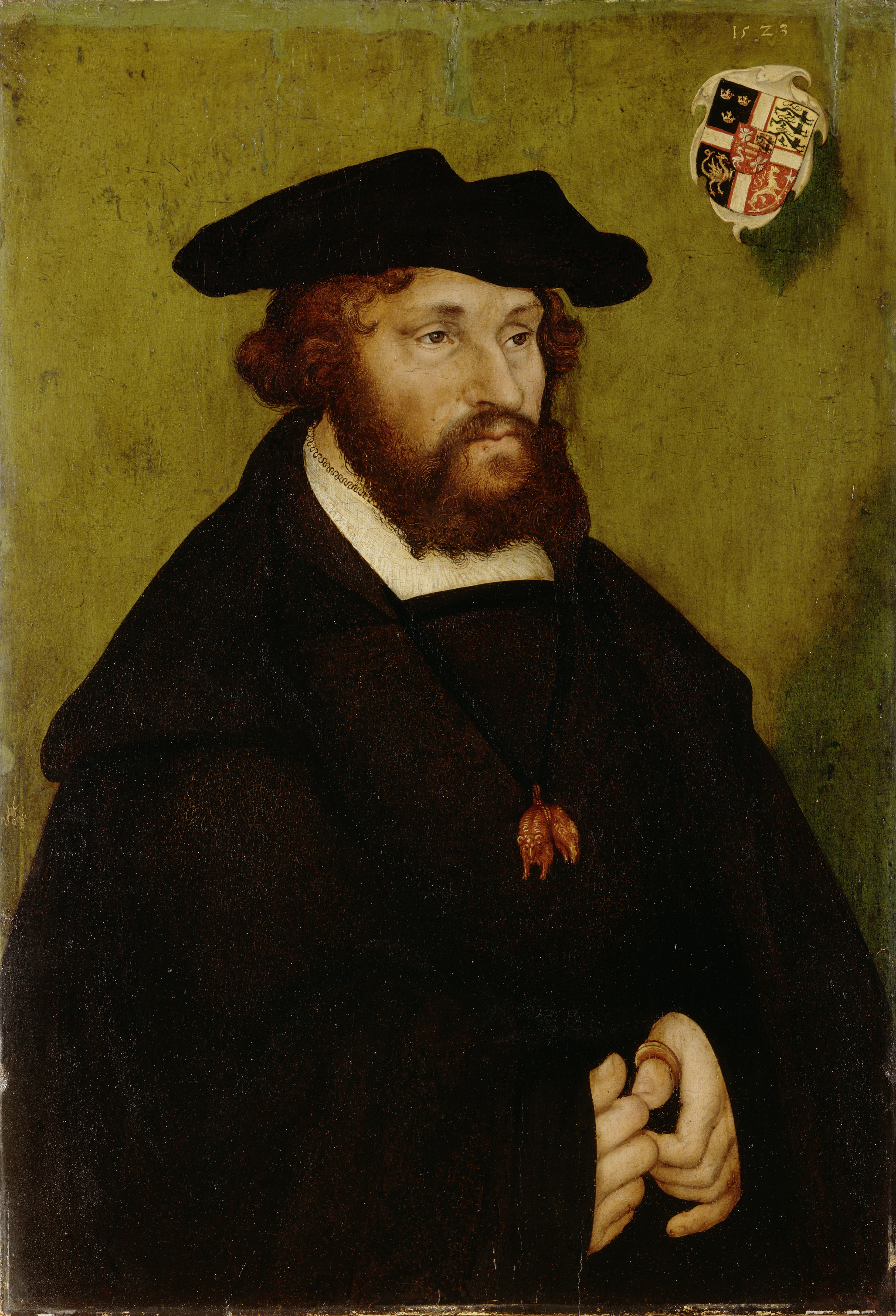
Kristian II av Lucas Cranach d.ä., 1523 Germanisches Nationalmuseum.

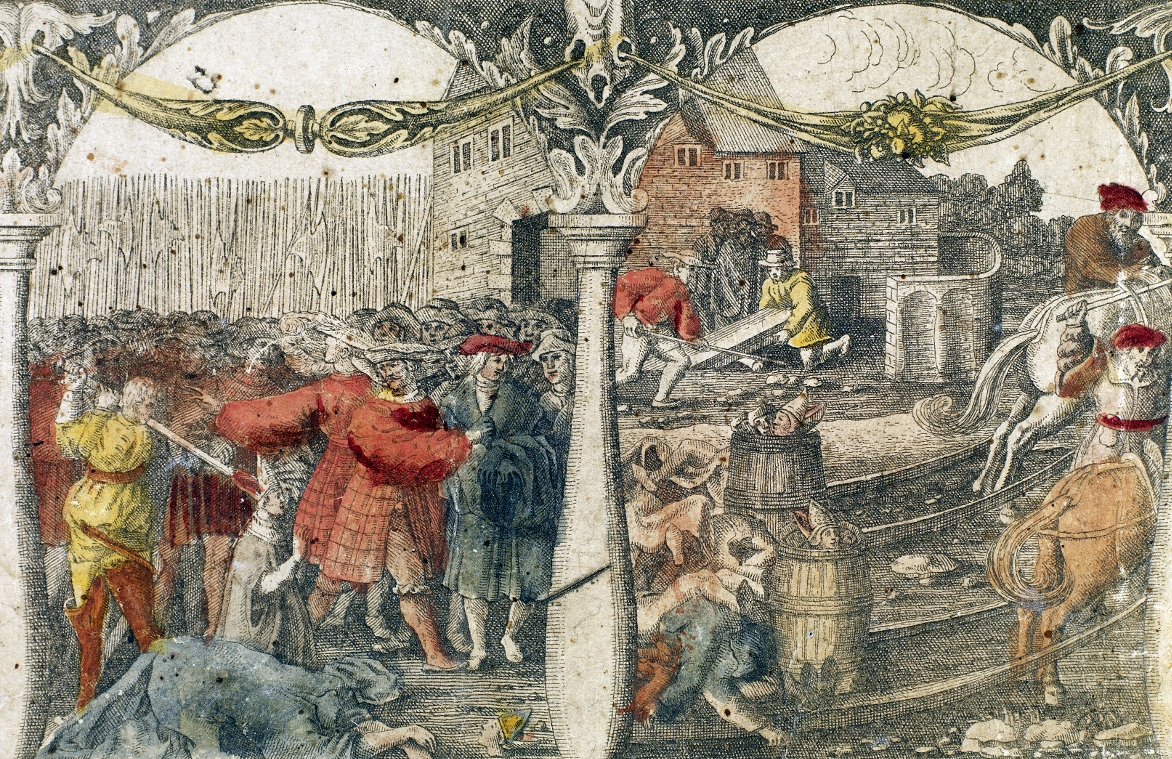
Stockholms blodbad.

Efter ett uppehåll i Danmark blev Kristian den 1 november hyllad på Brunkeberg och 4 november krönt av ärkebiskop Gustav Trolle. Han hade hävdat sin rätt som arvkonung och hedrade inte vid kröningen någon svensk man med riddarslag. Ingen var emellertid förberedd på händelseförloppet som följde direkt på kröningsfesten, där festdeltagarna blev fängslade direkt på slottet.
Kristian uppmuntrades av Trolle och råddes av Didrik Slagheck och Jens Andersen Beldenak[källa behövs] att inte hålla tro och loven till kättare. Han lät Gustav Trolle anklaga Sten Stures vänner och därefter fängsla dem. Nästa dag, den 8 november, dömde 14 kyrkliga domare dem för kätteri, och Kristian lät avrätta dem i Stockholms blodbad. Bland offren fanns både Kristians politiska motståndare, och sådana som senare hade främjat hans planer. Det formella skälet var påvens bannlysning och Trolles utpekande av vissa personer som "uppenbara kättare". Kungens tidigare amnesti mot Sten Stures anhängare gällde inte, då inga giltiga avtal kunde ingås med kättare, enligt kyrkans kanoniska rätt. Att döma av efterföljande utrensningar var kungen drivande i att få offren avrättade, men motiven är oklara – var det snarast ett raseriutbrott, eller var massakern ett sedan tidigare planerat, politiskt, drag?
Under hemresan genom Sverige, samt via utskickade personer i de olika landsorterna, lät han sedermera utföra nya regionala blodbad och utrensningar av personer som motsatt sig honom. Såsom dåden vid Nydala kloster och avrättningen av Lindorm Ribbing och dennes söner i Jönköping. Omkring 600 personer drabbades, och Kristina Gyllenstierna tillsammans med flera andra adelsdamer fördes som fångar till Danmark.

### Motgångar
Redan i februari 1521 försiggick en resning i Sverige mot Kristian, och i augusti blev Gustav Vasa, som ställt sig i spetsen för motståndsrörelsen, vald till riksföreståndare. Kristian måste därför snart uppge hoppet att återvinna sitt välde.
Från denna stund hade han ständiga motgångar, och den hjälp som han väntade från sin svåger kejsar Karl V fick han inte. Däremot hotade snart faror från annat håll. Lübeckarna hyste gammalt groll till honom, därför att han gynnade Nederländernas handel i Norden och sökte göra Stockholm till en stapelstad för handeln på Östersjön. Vid nyårstiden 1521 planlades till och med ett stort handelskompani, som skulle omfatta alla Nordens länder och ha säte i Nederländerna. Lübeckarna anslöt sig därför till svenskarnas resning och skövlade bland annat Bornholm och Helsingör (1522). Kristian hade alltid haft ett spänt förhållande till sin farbror hertig Fredrik, men i augusti 1522 måste han ingå en förödmjukande förlikning med honom och bland annat avstå från den länsrätt över Holstein som kejsaren året förut tillerkänt honom.

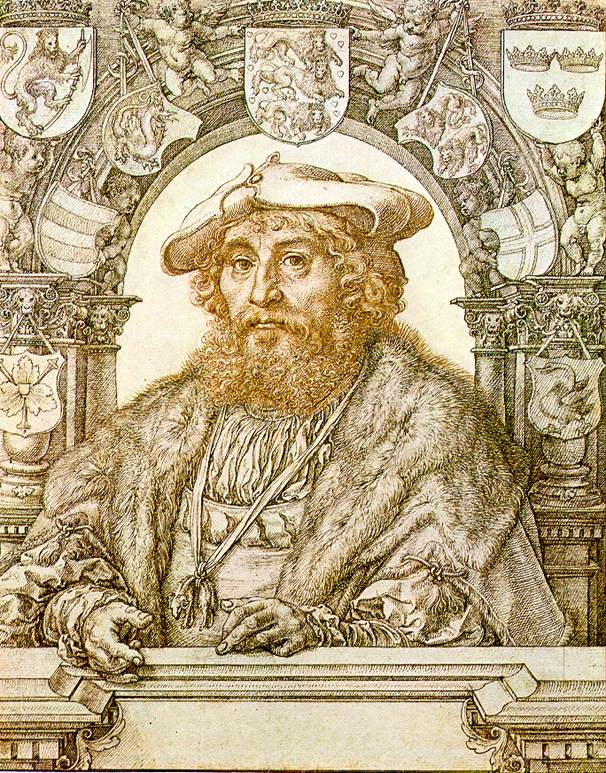
Kristian II på en gravyr av Jan Gossaert (ca 1523). Högst upp syns Norges, Danmarks och Sveriges krönta riksvapen.

Kristian hade fått inte bara adeln, utan även en stor del av allmogen, mot sig genom att använda Sigbrit som rådgivare. Från hösten  1517 (efter Dyvekes död) hade hon hand om hela finansförvaltningen och deltog under kungens frånvaro från Danmark tillsammans med drottningen i rikets styrelse samt krävde tunga skatter. Annars försökte Kristian, förvisso enligt Sigbrits råd, förbättra borgarståndets och de lägre klassernas ställning. Han strävade väl närmast efter att grundlägga ett starkt envälde, understött av dessa samhällsklasser. Redan 1514 utgav han en förordning för Köpenhamn och de andra själländska städerna, som senare utsträcktes till hela Danmark, riktad mot kringresande utländska köpmän. Adel och prästerskap förbjöds att bedriva handel och hantverkerierna inskränktes till städerna.

### Avsatt
Under den allmänna oron lät Kristian vid jultiden 1522 inkalla en herredag i Kalundborg. De jylländska biskoparna och några adelsmän samlades dessförinnan i Viborg och beslöt fördriva Kristian samt söka hjälp hos hans farbror. Kristian lovade nu att sammankalla en allmän riksdag, till vilken också köpstäder och bönder skulle sända sina förtroendemän och där alla klagomål skulle undersökas och avhjälpas. Men utan att avvakta denna skickade de sammansvurna biskoparna och adelsmännen den 20 januari 1523 ett uppsägelsebrev till honom. Då tappade Kristian helt och hållet modet, inlät sig i underhandlingar och drog sina trupper ur Jylland, varigenom hans anhängare tvingades att avfalla. Den 26 mars hyllades Fredrik I i Viborg, där Kristians lagar offentligt brändes upp som "skadliga och stridande mot goda seder". Utan försök till motstånd lämnade Kristian Köpenhamn den 13 april och drog med sin familj och en skara trogna anhängare till Nederländerna i hopp om att där finna hjälp. Köpenhamn och Malmö höll sig en tid i väntan på hans återkomst med undsättning, men Sören Norbys nederlag i Skåne 1525 stängde varje utsikt för Kristian att återerövra kronan i Danmark.
Kristian hade dock sökt hjälp även i Tyskland. Han fann i sin nöd tröst i att träda i förbindelse med Martin Luther, till vars lära drottning Elisabet anslöt sig. De bosatte sig därpå i Lier i Brabant, där Elisabet avled i januari 1526, varefter barnen togs ifrån Kristian för att inte uppfostras som kättare. Men då bägge hans motståndare, Fredrik I och Gustav Vasa, slöt sig till reformationen, blev Kristian 1530 åter romersk-katolik och förlikades därigenom med kejsaren. Slutligen kunde Kristian hösten 1531 samla en här och flotta, men vid överfarten från Nederländerna till Norge gick 10 av hans 25 skepp förlorade. Likväl landsteg han i södra Norge den 1 november och hade till en början framgång. Riksrådet hyllade honom, han belägrade Akershus fästning och försökte till och med göra ett infall i Västergötland. Men då en dansk och en lübsk flotta i maj 1532 kommit till Akershus undsättning, inledde Kristian förhandlingar och beslöt den 28 juni ge sig mot lejd och löfte om furstligt underhåll och personligt möte med Fredrik I.

Kristian II i fängelset på Sønderborgs slott av Carl Bloch (1871).

Då Kristian anlände till Köpenhamns redd ville emellertid Fredrik inte ta emot honom, och varken riksrådet eller hans övriga motståndare (Gustav Vasa och lübeckarna) ville tillåta att han frisläpptes. Kristian fördes därför 30 juli till Sønderborgs slott, där han de första åren blev väl behandlad och åtnjöt stor frihet och kunde umgås med flera adelsmän, men efter grevefejdens utbrott 1534 sattes han under sträng bevakning, spärrades in i ett tornrum och fick endast en gammal soldat till sällskap. Då Kristian III:s välde syntes tryggat mildrades Kristians fångenskap 1540, och 1546 avstod han från alla anspråk för sig och sina efterkommande på rikena. Men eftersom Kristians döttrar inte ville ge sitt samtycke till detta fördes han 1549 till Kalundborgs slott, där han levde i mild fångenskap de sista 10 åren av sitt liv. Han avled den 25 januari 1559 i sorg över Kristian III:s död tre veckor tidigare. Han är gravsatt i  i Sankt Knuts kyrka i Odense, dit också hans gemåls stoft överfördes 1883.

## Kristian tyrann
Beteckningen tyrann, med betydelsen en grym härskare som missbrukar sin makt, fick Kristian av sin svenska samtid. Svenska akademiens ordbok nämner uttrycket "danska tyranner" i Gustav Vasas regeringshandlingar från 1523.
I kopieboken till Nydala kloster finns en anteckning sannolikt på latin, som gäller 1521, då "den skändlige tyrannen Kristan" lät sina soldater tillfångata och dränka klostrets abbot tillsammans med dennes konventbröder.
Det stående uttrycket Kristian Tyrann är först källbelagt 100 år senare, då Västeråsbiskopen Johannes Rudbeckius 1621 skrev i sin dagbok: "Wi läsa med beundran om en Gustaf Wasas uppoffringar, i det han sökte bortdrfwa en Christern Tirann ifrån Riket". Formuleringen att detta var något han läst, antyder att uttrycket också var använt av andra vid denna tid.

## Myten om Kristian den gode
Enligt en populär svensk myt skulle Kristian II i Danmark vara känd som "Kristian den gode", eller på danska "Christian den Gode", och i vissa varianter av myten "Kristian den folkkäre" eller "Kristian bondevän"; vilket alltså skulle stå i kontrast mot den vida använda svenska benämningen "Kristian Tyrann".
Enligt utbildningshistoriker Gunnar Richardson uppkom myten i svenska läroböcker och har fått draghjälp av att svenska författare såsom Alf Henrikson ändrat uppfattning om Kristian II. Dick Harrison har hänfört epitetet "Kristian den gode" till svenska radioprogram under 1900-talet, och beskriver myten om "Kristian bondekär" som ett senare resultat av Kristians egen propaganda. Richardson menar att myten blivit spridd och omtyckt för att "den fyller en både ideologisk och didaktisk funktion. Man kan i skolans historieundervisning och i lärarutbildningen knappast finna ett tacksammare stoff för att påvisa nationellt och etnocentriskt präglad historieskrivning."
Enligt danska historiker används över huvud taget inget tillnamn för Kristian II i dansk historieskrivning. Författaren till artikeln om Christian II i Dansk Biografisk Leksikon (1979), svarade Richardsson med: "Jeg synes, De skulle protestere, næste gang den svenske radio påstår noget så grebet af luften, der kunne opfattes som om danskerne billigede [gillade] det Stockholmske blodbad."

## Synen på Kristian II

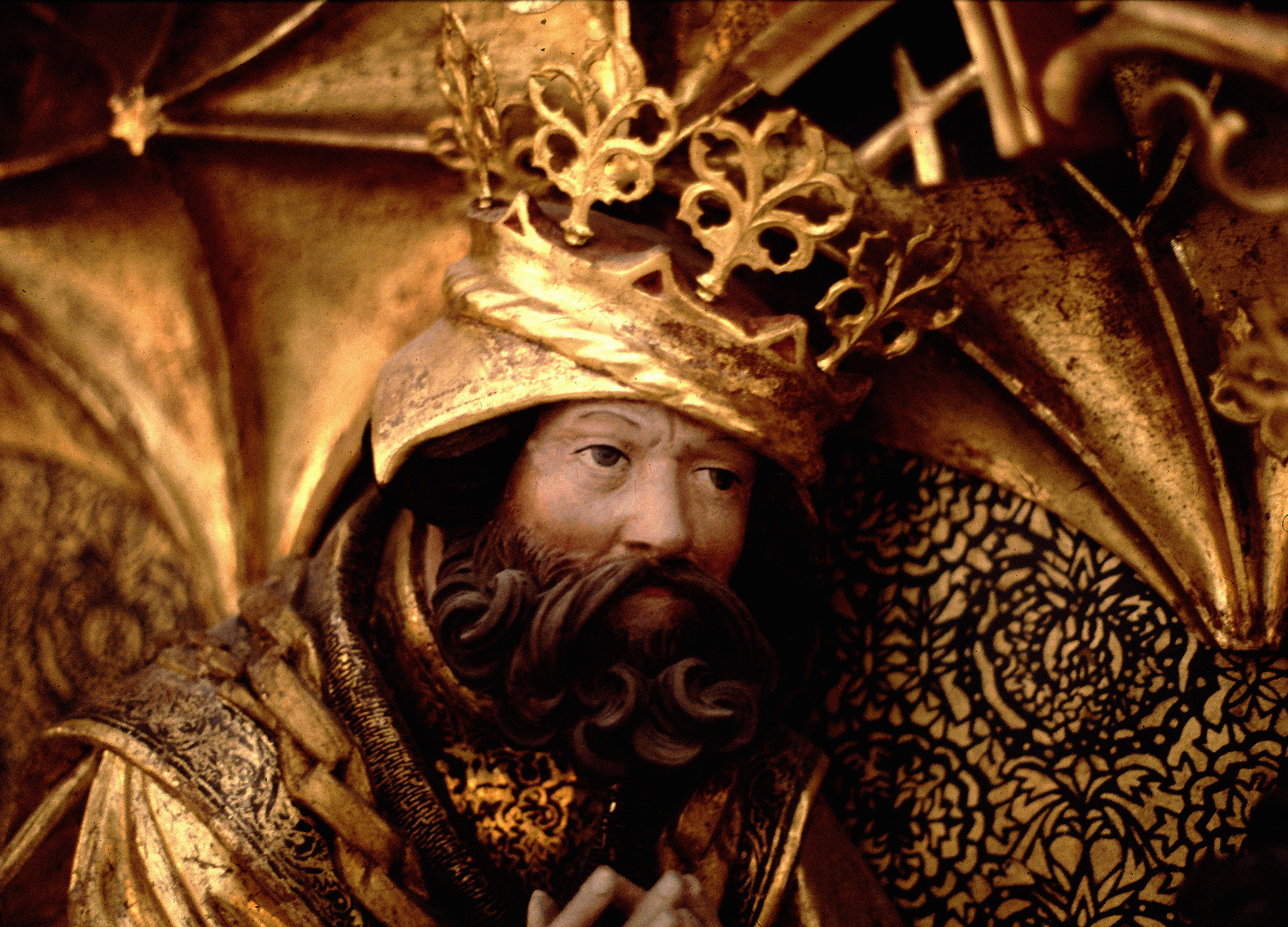
Kristian II, avbildad i Odense domkyrka.

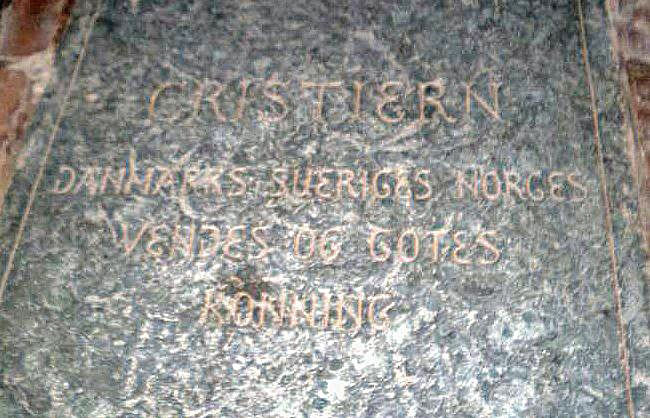
Kristians gravsten i Odense från 1807, tillverkad i samband med att hans grav flyttades från Gråbrödrakyrkan till Domkyrkan.

Få personer i historien har gett upphov till så mycket debatt bland historiker som Kristian II. Orsaken till detta ligger delvis i att Kristian själv var en dubbelnatur. 
Historikerna beskriver Kristian II som en ambitiös kung med blicken mot Europa, som var för modern för furstarnas och Macchiavellis tidevarv. En kung skulle ju visa styrka och handlingskraft, men han vacklade i avgörande ögonblick. Kungens intresse för humanistiska och etiska frågor har hamnat i skymundan. Under sina resor på kontinenten knöt han vänskapsband till såväl Martin Luther som Erasmus av Rotterdam. Den avsatte kungen försökte i sin exil lansera sig själv som folkets beskyddare – "Kristian Bondekär" – bland annat genom att låta skriva folkvisor.
Kristian II var framförallt borgerskapets kung. Han upprättade ett handelskompani med Malmö och Köpenhamn som huvudorter. Dessa skulle ta upp kampen mot Hanseaterna. Borgerskapet i Malmö och Köpenhamn var också de som stödde honom in i det sista. 
Bland bönderna i Danmark torde han åtminstone periodvis varit populär på grund av de sociala reformer han genomförde. Hans utrikespolitik skadade dock exporten och därmed böndernas ekonomi. Det ökade skatteuttaget och avväpningen av bönderna gjorde honom impopulär med tiden. Vid sin landsflykt i Nederländerna försökte han med Örnvisan göra sig populär bland bönderna inför sin återkomst. I visan, som är ett stycke kunglig propaganda, beskrivs han som böndernas och småfolkets beskyddare. Det är också en vanlig, måhända överdriven, beskrivning av honom i både svensk och dansk historieskrivning.

## Barn
1. Johan "Hans" (1518–1532)[9]
2. Maximilian (1519)
3. Filip Ferdinand (1519–1520)
4. Dorotea (1520–1580), gift 1534–1556 med kurfursten Fredrik II av Pfalz
5. Kristina (1521–1590), gift 1534–1535 med hertig Frans II Sforza av Milano och 1541–1545 med hertig Frans I av Lothringen
6. son av okänt namn (1523)

## Anfäder
|             |  |  |  |  |  |  |  |                                               |  |  |  |  |  |  |  |                                          |  |  |  |  |  |  |  | Didrik av Oldenburg              |
|             |  |  |  |  |  |  |  |                                               |  |  |  |  |  |  |  |                                          |  |  |  |  |  |  |  |                                  |
|             |  |  |  |  |  |  |  |                                               |  |  |  |  |  |  |  | Kristian I av Danmark, Norge och Sverige |  |  |  |  |  |  |  |                                  |
|             |  |  |  |  |  |  |  |                                               |  |  |  |  |  |  |  |                                          |  |  |  |  |  |  |  |                                  |
|             |  |  |  |  |  |  |  |                                               |  |  |  |  |  |  |  |                                          |  |  |  |  |  |  |  | Hedvig av Holstein               |
|             |  |  |  |  |  |  |  |                                               |  |  |  |  |  |  |  |                                          |  |  |  |  |  |  |  |                                  |
|             |  |  |  |  |  |  |  | Hans (Johan II) av Danmark, Norge och Sverige |  |  |  |  |  |  |  |                                          |  |  |  |  |  |  |  |                                  |
|             |  |  |  |  |  |  |  |                                               |  |  |  |  |  |  |  |                                          |  |  |  |  |  |  |  |                                  |
|             |  |  |  |  |  |  |  |                                               |  |  |  |  |  |  |  |                                          |  |  |  |  |  |  |  | Johan av Brandenburg             |
|             |  |  |  |  |  |  |  |                                               |  |  |  |  |  |  |  |                                          |  |  |  |  |  |  |  |                                  |
|             |  |  |  |  |  |  |  |                                               |  |  |  |  |  |  |  | Dorotea av Brandenburg                   |  |  |  |  |  |  |  |                                  |
|             |  |  |  |  |  |  |  |                                               |  |  |  |  |  |  |  |                                          |  |  |  |  |  |  |  |                                  |
|             |  |  |  |  |  |  |  |                                               |  |  |  |  |  |  |  |                                          |  |  |  |  |  |  |  | Barbara av Sachsen               |
|             |  |  |  |  |  |  |  |                                               |  |  |  |  |  |  |  |                                          |  |  |  |  |  |  |  |                                  |
| Kristian II |  |  |  |  |  |  |  |                                               |  |  |  |  |  |  |  |                                          |  |  |  |  |  |  |  |                                  |
|             |  |  |  |  |  |  |  |                                               |  |  |  |  |  |  |  |                                          |  |  |  |  |  |  |  | Fredrik II av Sachsen            |
|             |  |  |  |  |  |  |  |                                               |  |  |  |  |  |  |  |                                          |  |  |  |  |  |  |  |                                  |
|             |  |  |  |  |  |  |  |                                               |  |  |  |  |  |  |  | Ernst av Sachsen                         |  |  |  |  |  |  |  |                                  |
|             |  |  |  |  |  |  |  |                                               |  |  |  |  |  |  |  |                                          |  |  |  |  |  |  |  |                                  |
|             |  |  |  |  |  |  |  |                                               |  |  |  |  |  |  |  |                                          |  |  |  |  |  |  |  | Margareta av Österrike           |
|             |  |  |  |  |  |  |  |                                               |  |  |  |  |  |  |  |                                          |  |  |  |  |  |  |  |                                  |
|             |  |  |  |  |  |  |  | Kristina av Sachsen                           |  |  |  |  |  |  |  |                                          |  |  |  |  |  |  |  |                                  |
|             |  |  |  |  |  |  |  |                                               |  |  |  |  |  |  |  |                                          |  |  |  |  |  |  |  |                                  |
|             |  |  |  |  |  |  |  |                                               |  |  |  |  |  |  |  |                                          |  |  |  |  |  |  |  | Albrekt III av Bayern            |
|             |  |  |  |  |  |  |  |                                               |  |  |  |  |  |  |  |                                          |  |  |  |  |  |  |  |                                  |
|             |  |  |  |  |  |  |  |                                               |  |  |  |  |  |  |  | Elisabeth av Bayern                      |  |  |  |  |  |  |  |                                  |
|             |  |  |  |  |  |  |  |                                               |  |  |  |  |  |  |  |                                          |  |  |  |  |  |  |  |                                  |
|             |  |  |  |  |  |  |  |                                               |  |  |  |  |  |  |  |                                          |  |  |  |  |  |  |  | Anna av Braunschweig-Grübenhagen |
|             |  |  |  |  |  |  |  |                                               |  |  |  |  |  |  |  |                                          |  |  |  |  |  |  |  |                                  |